# Mantanani-Zwergohreule
Die Mantanani-Zwergohreule (Otus mantananensis), oder auch Philippinen-Zwergohreule, ist eine Eulenart aus der Gattung der Zwergohreulen. Sie kommt auf mehreren kleinen Inseln der Philippinen vor.

## Beschreibung
Die kleine Eule wird 18 bis 20 Zentimeter lang und 106 bis 110 Gramm schwer. Die graubraune Morphe ist auf der Oberseite schwarz gefleckt und gesprenkelt und hat ein weißliches Schulterband. Die hellere Unterseite ist schwarz gesprenkelt. Die rotbraune Morphe ist mehr rötlich braun. Die Augen sind gelb, die Federohren auffällig, der Schnabel ist gräulich hornfarben. Die stark befiederten Beine haben hell graubraune Zehen mit dunkel hornfarbenen Krallen.

## Lebensweise
Außer Wälder bewohnt die Eule auch Kokosnuss- und Kasuarinenplantagen. An Waldrändern und auf Waldlichtungen jagt sie Insekten und andere Arthropoden, manchmal auch kleine Wirbeltiere. Der Ruf besteht aus einer Serie von kurzen, tiefen quuk-Lauten, die in Abständen von fünf bis sechs Sekunden zu hören sind.

## Verbreitung
O. m. mantananensis kommt auf der Insel Terumbu Mantanani, nordwestlich von Borneo, und auf Rasa- und Ursula Island, südlich von Palawan, vor. O. m. romblonis auf den Inseln Banton, Romblon, Tablas, Sibuyan, Tres Reyes und Semirara und ist auf der Unterseite kräftig gezeichnet. O. m. cuyensis kommt auf dem Cuyo-Archipel und den Calamian-Inseln vor. Er ist auffällig schwarz gestrichelt gezeichnet. O. m. sibutuensis auf Sibutu und Tumindao ist meist mattbraun mit unregelmäßiger, unauffälliger Zeichnung.